# Gitendegeri
Gitendegeri är ett periodiskt vattendrag i Burundi.   Det ligger i provinsen Makamba, i den södra delen av landet, 90 kilometer sydost om huvudstaden Bujumbura.
Omgivningarna runt Gitendegeri är en mosaik av jordbruksmark och naturlig växtlighet. Runt Gitendegeri är det tätbefolkat, med 319 invånare per kvadratkilometer.